# Glasbeni slog
| Glasbeni slogi | Glasbeni slogi | Glasbeni slogi | Glasbeni slogi |
| --- | --- | --- | --- |
| | | | |
| Pop | Glasba z afro in latinskoameriškim vplivom | Elektronska glasba | Rock in metal |
| - afrobeat - austropop - bastard pop - Britpop - shoegazing - bubblegum pop - country pop - easy listening - elektropop - future pop - chiptunes - hip hop - Britcore - trip hop - indie pop - J-pop - new wave - techno pop - dark wave - elektro wave - elektro minimal - electronic body music (EBM) - synthpop - pop metal - pop punk - pop rap - pop rock - power pop - rhythm & blues (R&B) - rhythm pop - skiffle - teen pop | Afroameriški vpliv: - blues - boogie-woogie - funk - P-funk - jazzfunk - elektro funk - funk rock - hip hop - Britcore - crunk - G-funk - Miami bass - ghetto tech - rap - gangsta rap - Rio funk - trip hop - jazz - soul - zydeco Latinskoameriški vpliv - calypso - latinski rock - mento - ska - rocksteady - reggae - zgodnji reggae - roots rock reggae - dub - raggamuffin - dancehall - reggaeton - salsa - soca - son - tango Glasba z latinskoameriškim in afroameriškim vplivom: - boogaloo - latinski soul - zouk | Ambientalna glasba - dark ambient - Illbient breakbeat - 2 step - big beat - drum & bass - jump up - liquid funk - techstep - jungle - grime dance - disco - euro disco - eurodance (dancefloor) - future pop - disco polo - hi NRG - Italo disco - new beat downbeat - chill-out - dub - trip hop - lounge glasba house - Chicago house - acid house - deep house - disco house - garage house - hard house - hip house - Latin house - progressive house - speed garage - tech house - tribal house - vocal house - minimal house industrial & noise - aggrotech - dark electro - death industrial - electro-Industrial - electronic body music (EBM) - hardcore electro - industrial metal - industrial rock - Japanoise - power electronics techno - acid techno - Detroit techno - IDM - glitchcore - minimal techno - progressive techno - schranz Trance - acid trance - anthem trance - dreamhouse - Goa trance - hands up - hard trance - progressive trance - psychedelic trance - uplifting trance - tech trance hardcore techno - acidcore - breakcore - darkcore/doomcore - digital hardcore - gabber - Frenchcore - happy hardcore - hard techno - hardstyle - industrial hardcore - jumpstyle - mainstyle - newstyle - noisecore - raggacore - speedcore - splittercore - terror - trancecore | rock - alternativni rock - indie rock - grunge - nu rock - post-rock - art rock - blues rock - klasični rock - crossover - funk rock - nu metal - Deutschrock - krautrock - Hamburger Schule - electronic rock - folk rock - fusion (jazz rock) - gothic - death rock - hard rock - glam rock - grunge - stoner rock (desert rock) - industrial (klasični) - industrial rock - J-rock (japonski rock) - Latin rock - novi val - progresivni rock - psihodelični rock - rhythm & blues (R&B) - rock & roll - rockabilly - psychobilly - surf rock - spy rock - surfabilly - rauch & roll - shock & roll - southern rock punk rock - - death rock - noise rock - anarho punk - folk punk - streetpunk - 77er Punk - ska punk - Oi! - hardcore punk - melodycore/melodični punk - skatecore/skatepunk - skacore - crustcore/crustpunk - hatecore - straight edge - jazzcore - noisecore - emocore - emo - screamo - post-hardcore - grunge - thrashcore - metalcore - horrorpunk - post-punk - art punk - no wave metal - heavy metal - alternative metal - black metal - NSBM - dark metal - death metal - melodic death metal - doom metal - epic metal - folk metal - funk metal - gothic metal - grindcore - heavy fusion - industrial metal - metalcore - NWOBHM - nu metal - pagan metal - power metal - progresivni metal - speed metal - stoner metal - thrash metal - true metal - UT-deathmetal rock - viking metal - white metal |
| Jazz | Duhovna glasba | Narodna glasba | Ostalo |
| - acid jazz - nu jazz (elektro-jazz) - be-bop - cool jazz - hard bop - moderni jazz - soul jazz - Chicago jazz - Dixieland jazz - free jazz - fusion (jazz-rock) - heavy fusion - jazzcore - jazzfunk - New Orleans jazz - ragtime - smooth jazz - swing | - cerkvena glasba - krščanska pop glasba - soul - črnska duhovna glasba - gospel - instrumentalni gospel - tradicionalni gospel - ulični gospel - kvartet - jubilee - urbani gospel - belski gospel - južnjaški gospel - narodni gospel - moderni gospel | nacionalna - slovenska: - narodnozabavna glasba - alžirska: - Raï - nemška: - balada - nova narodna glasba - Šlager - grška: - Rembetiko - irska: - irski folk - židovska: - Klezmer - francoska: - šanson - musette - ameriška: - bluegrass - Cajun music - country (country & western) - folk rock - portugalska: - fado internacionalna - neofolk - turbofolk | - barbershop - božična glasba - easy listening - elektronska glasba - clicks & cuts - rxotica - lounge glasba - minimal - underground - otroška glasba |